# Liste der Gerichte des Landes Brandenburg
Die Liste der Gerichte des Landes Brandenburg zeigt die Gerichte des Landes Brandenburg.
|                             | Obere Landesgerichte                                                               | Untere Landesgerichte |
| Verfassungsgerichtsbarkeit  | Verfassungsgericht des Landes Brandenburg (in Potsdam)                             | |
| Ordentliche Gerichtsbarkeit | Brandenburgisches Oberlandesgericht (in Brandenburg an der Havel)                  | Landgericht Cottbus \| Amtsgerichte Bad Liebenwerda \| Cottbus mit Zweigstelle Guben \| Königs Wusterhausen \| Lübben (Spreewald) \| Senftenberg                    |
| Ordentliche Gerichtsbarkeit | Brandenburgisches Oberlandesgericht (in Brandenburg an der Havel)                  | Landgericht Frankfurt an der Oder \| Amtsgerichte Bad Freienwalde (Oder) \| Bernau bei Berlin \| Eberswalde \| Frankfurt (Oder) \| Fürstenwalde/Spree \| Strausberg |
| Ordentliche Gerichtsbarkeit | Brandenburgisches Oberlandesgericht (in Brandenburg an der Havel)                  | Landgericht Neuruppin \| Amtsgerichte Neuruppin \| Oranienburg \| Perleberg \| Prenzlau \| Schwedt/Oder \| Zehdenick                                                |
| Ordentliche Gerichtsbarkeit | Brandenburgisches Oberlandesgericht (in Brandenburg an der Havel)                  | Landgericht Potsdam \| Amtsgerichte Potsdam \|Brandenburg an der Havel \| Luckenwalde \| Nauen \| Rathenow \| Zossen                                                |
| Arbeitsgerichtsbarkeit      | Landesarbeitsgericht Berlin-Brandenburg (in Berlin) (für Berlin und Brandenburg)   | Arbeitsgerichte Brandenburg an der Havel \| Cottbus \| Frankfurt (Oder) mit auswärtiger Kammer in Eberswalde \| Neuruppin                                           |
| Finanzgerichtsbarkeit       | Finanzgericht Berlin-Brandenburg (in Cottbus) (für Berlin und Brandenburg)         | |
| Sozialgerichtsbarkeit       | Landessozialgericht Berlin-Brandenburg (in Potsdam) (für Berlin und Brandenburg)   | Sozialgerichte Cottbus \| Frankfurt (Oder) \| Neuruppin \| Potsdam                                                                                                  |
| Verwaltungsgerichtsbarkeit  | Oberverwaltungsgericht Berlin-Brandenburg (in Berlin) (für Berlin und Brandenburg) | Verwaltungsgerichte Cottbus \| Frankfurt (Oder) \| Potsdam |